# ۱۹۴۰
سال ۱۹۴۰ میلادی نخستین سال از دهه ۱۹۴۰ در سده ۲۰ میلادی بود.

## رویدادها
- ۱۱ ژوئیه - جنگ جهانی دوم: رومانی از جامعه ملل کناره گرفت.[۱]
- ۳۱ ژوئیه - عملیات بارباروسا: آدولف هیتلر در مراسمی در برگهوف، قصد خود برای تهاجم به شوروی را با ژنرال‌های ورماخت در میان گذاشت.
- ۲۷ سپتامبر - جنگ جهانی دوم: امضای پیمان سه‌جانبه بین آلمان، ایتالیا و امپراتوری ژاپن
- ۱۸ دسامبر - با صدور فرمان شماره ۲۱ پیشوا، طرح‌ریزی عملیاتی آلمان برای تهاجم به شوروی آغاز شد.

## زادروزها
- ۳ ژانویه - تلما شونمیکر تدوینگر سینما
- ۱۶ ژانویه - فرانتس مونتفرینگ سیاست‌مدار آلمانی
- ۲۸ ژانویه - کارلوس اسلیم ثروتمند مکزیکی
- ۴ فوریه – روبر للانگ، دوچرخه‌سوار اهل بلژیک
- ۹ فوریه - جان ماکسول کوئتزه، نویسنده اهل آفریقای جنوبی و برنده جایزه نوبل ادبیات
- ۱۹ فوریه - صفرمراد نیازف، نخستین رئیس‌جمهور ترکمنستان
- ۱۶ مارس - سلما لاگرلوف، نویسنده سوئدی و نخستین زن برنده جایزه نوبل ادبیات
- ۲۶ مارس - نانسی پلوسی، از اعضای حزب دمکرات و رئیس مجلس نمایندگان ایالات متحده آمریکا
- ۱۳ آوریل - ژان ماری گوستاو لوکلزیو، نویسنده فرانسوی
- ۱۶ آوریل - مارگریت دوم، ملکهٔ دانمارک
- ۲۵ آوریل - آل پاچینو بازیگر آمریکایی
- ۲۴ مه - ایوسیف برودسکی شاعر روس
- ۷ ژوئن - تام جونز خواننده اهل ولز
- ۲۸ ژوئن - محمد یونس، بانکدار و اقتصاددان بنگلادشی
- ۷ ژوئیه - رینگو استار، آهنگساز، خواننده، ترانه‌سرا و بازیگر انگلیسی و نوازنده درام گروه بیتلز
- ۱۱ سپتامبر - برایان دی پالما، کارگردان آمریکایی
- ۹ اکتبر - جان لنون خواننده و آهنگساز و شاعر معروف انگلیسی
- ۱۴ اکتبر - کلیف ریچارد خواننده و هنرپیشه انگلیسی
- ۲۳ اکتبر - پله اسطوره فوتبال برزیل
- ۲۲ ژانویه – جان هارت، صداپیشه، بازیگر، و کاشف بریتانیایی
- ۲۷ ژانویه – جیمز کرامول، بازیگر آمریکایی
- ۲ فوریه – دیوید جیسون، بازیگر بریتانیایی
- ۴ فوریه – جرج رومرو، بازیگر، فیلمنامه‌نویس، تدوینگر، تهیه‌کننده، و کارگردان آمریکایی
- ۵ فوریه – هانس رودولف گیگر، هنرمند، نقاش، و مجسمه‌ساز سوئیسی (د. ۲۰۱۴)
- ۲۳ فوریه – پیتر فوندا، بازیگر و کارگردان آمریکایی
- ۸ مارس – سوزان کلارک، تهیه‌کننده و بازیگر کانادایی
- ۲۱ مارس – سالومون برک، خواننده، کشیش، و آهنگساز آمریکایی (د. ۲۰۱۰)
- ۱ آوریل – وانگاری ماآتای، زیست‌شناس و دانشمند اهل کنیا
- ۵ مه – لانس هنریکسن، بازیگر آمریکایی
- ۲۱ ژوئن – ماریت هارتلی، بازیگر آمریکایی
- ۶ ژوئیه – نورسلطان نظربایف، سیاست‌مدار قزاقستانی
- ۱۰ اوت – بابی هتفیلد، موسیقی‌دان و خواننده آمریکایی (د. ۲۰۰۳)
- ۱۹ اوت – جیل سنت جان، بازیگر آمریکایی
- ۳۱ اوت – جک تامپسون (بازیگر)، بازیگر استرالیایی
- ۵ سپتامبر – راکوئل ولش، بازیگر و مدل آمریکایی
- ۷ سپتامبر – عبدالرحمن وحید، سیاست‌مدار اهل اندونزی (د. ۲۰۰۹)
- ۱۳ سپتامبر – اسکار آریاس، سیاست‌مدار کاستاریکایی
- ۱۴ سپتامبر – لری براون (بازیکن بسکتبال)، مربی بسکتبال، بازیکن بسکتبال، و ورزشکار آمریکایی
- ۱۸ سپتامبر – فرانکی آوالون، بازیگر و خواننده آمریکایی
- ۲۰ سپتامبر – تارو آسو، سیاست‌مدار و دیپلمات ژاپنی
- ۱۳ اکتبر – فارو سندرز، موسیقی‌دان آمریکایی
- ۱۹ اکتبر – مایکل گمبون، بازیگر ایرلندی
- ۲۷ نوامبر - بروس لی، بازیگر و استاد هنرهای رزمی چینی
- ۱ دسامبر – ریچارد پریور، بازیگر آمریکایی (د. ۲۰۰۵)
- ۱۱ دسامبر – دونا میلز، بازیگر آمریکایی
- ۲۴ دسامبر – جانت کرول، بازیگر و خواننده آمریکایی (د. ۲۰۱۲)
- ۲۶ دسامبر – ادوارد پرسکات، اقتصاددان آمریکایی

## درگذشت‌ها
- ۱۴ مه - اما گلدمن، آنارشیست لیتوانیایی
- ۲۹ ژوئن - پل کله (نقاش) سویسی با ملیت آلمانی
- ۲۱ اوت - لئون تروتسکی انقلابی بولشویک و متفکر مارکسیست اهل روسیه
- ۲۷ سپتامبر - والتر بنیامین، فیلسوف، مترجم، نویسنده و زیبایی‌شناس مارکسیست آلمانی-یهودی و از اعضای مکتب فرانکفورت
- ۱۷ اکتبر - فلورانس اسکاول شین، هنرمند و نویسنده آمریکایی
- ۲۱ دسامبر - اف. اسکات فیتزجرالد، نویسندهٔ آمریکایی
- ۲۷ ژانویه - ایزاک بابل، نویسنده یهودی‌تبار روس
- ۲ فوریه – وسولد مایرهولد، بازیگر روسی (ز. ۱۸۷۴)
- ۱۱ فوریه – جان باکن، ژورنالیست، نویسنده، سرباز و سیاست‌مدار بریتانیایی (ز. ۱۸۷۵)
- ۲۶ فوریه – میشائل هاینیش، سیاست‌مدار اتریشی (ز. ۱۸۵۸)
- ۱۰ مارس - میخائیل بولگاکف، نویسنده و نمایشنامه‌نویس روسی
- ۱۶ مارس - سلما لاگرلوف، نویسنده سوئدی و نخستین بانوی برنده جایزه نوبل ادبیات
- ۲۶ آوریل – کارل بوش، شیمی‌دان و مهندس آلمانی (ز. ۱۸۷۴)
- ۲۰ مه – ورنر فون هایدنشتام، نویسنده و شاعر سوئدی (ز. ۱۸۵۹)
- ۲۰ ژوئن – چارلی چیس، فیلمنامه‌نویس، بازیگر، و کارگردان آمریکایی (ز. ۱۸۹۳)
- ۱ ژوئیه – بن ترپین، بازیگر آمریکایی (ز. ۱۸۶۹)
- ۳۰ اوت – جوزف جان تامسون، فیزیک‌دان بریتانیایی (ز. ۱۸۵۶)
- ۱۰ اکتبر – برتون چرچیل، بازیگر کانادایی (ز. ۱۸۷۶)
- ۲۲ دسامبر – ناتانیل وست، نویسنده آمریکایی (ز. ۱۹۰۳)
- ۲۵ دسامبر – اگنس ایرز، بازیگر آمریکایی (ز. ۱۸۹۸)
- ۲۲ژوئن - ولادیمیر کوپن، جغرافی‌دان، آب‌وهواشناس و گیاه‌شناس روسی_آلمانی (ز. ۱۹۴۰